# Ecpleopus gaudichaudii
Genre
Espèce
Synonymes
- Arthroseps werneri Boulenger, 1898
- Arthroseps fluminensis Amaral, 1933

Ecpleopus gaudichaudii, unique représentant du genre Ecpleopus, est une espèce de sauriens de la famille des Gymnophthalmidae.

## Répartition
Cette espèce est endémique du Brésil. Elle se rencontre du Santa Catarina au Minas Gerais.

## Description
Ce sont des sauriens diurnes et ovipares, assez petits, aux pattes petites voire atrophiées.  

## Étymologie
Cette espèce est nommée en l'honneur de Charles Gaudichaud-Beaupré.

## Publication originale
- Duméril & Bibron, 1839 : Erpétologie Générale ou Histoire Naturelle Complète des Reptiles. vol. 5, Roret/Fain et Thunot, Paris, p. 1-871 (texte intégral).